# Asphondylia buddleia
Asphondylia buddleia är en tvåvingeart som beskrevs av Ephraim Porter Felt 1935. Asphondylia buddleia ingår i släktet Asphondylia och familjen gallmyggor. Inga underarter finns listade i Catalogue of Life.